# Бонд, Найджел
На́йджел Бонд (англ. Nigel Bond, род. 15 ноября 1965 года) — английский профессиональный игрок в снукер.
Бонд входит в список официальных тренеров в WPBSA. Финалист чемпионата мира 1995 года и победитель British Open 1996. По состоянию на апрель 2022 года Бонд являлся одним из самых возрастных представителей мэйн-тура. Не пройдя квалификацию на Чемпионат мира 2022 года, Найджел Бонд заявил, что окончил свою карьеру профессионального снукериста.

## Карьера
Найджел попал в мэйн-тур в 1989 году после отличной любительской карьеры. В первом профессиональном сезоне Бонд достиг одного четвертьфинала и полуфинала, а уже во втором вышел в финал Гран-при и только там уступил Стивену Хендри, 5:10. Найджел продолжал улучшать свою игру и в сезоне 1992/93 четырежды достигал полуфиналов, а также в первый раз сыграл на чемпионате мира. После этого он попал в топ-16 и занял 9 позицию. Он удержал это место и в следующем сезоне, благодаря ряду четвертьфиналов, среди которых был и чемпионат мира. Найджел Бонд за короткое время стал одним из самых труднообыгрываемых снукеристов. Он вновь появился в 1/4 финала в Крусибле в 1994 году. В своём первом матче там Бонд продемонстрировал один из лучших камбэков, когда-либо сделанных на этой арене. Он проигрывал — 2:9 — Клиффу Торбурну, но выиграл восемь партий подряд и победил, 10:9. Найджелу удалось достичь ещё двух полуфиналов, на Scottish Masters и Pontins Professional. Но его рейтинг по итогам двух лет понизился на две строчки.
Похожая ситуация была и в сезоне 1994/95: до того, как прибыть на мировое первенство, он вышел в четвертьфиналы двух турниров и проиграл достаточно много стартовых матчей. Но в Шеффилде англичанин показал совсем иной снукер и стал финалистом, где уступил практически непобедимому Хендри со счётом 9:18. А весной 1996-го к нему пришёл его первый и пока единственный рейтинговый титул — British Open. В финале с Джоном Хиггинсом Бонд взял контровую партию после того, как ему нужен был снукер. Бонд снова хорошо выступил в Шеффилде, выйдя в четвертьфинал, и достиг высочайшего для себя 5-го места в рейтинге.
В октябре 1996 года Найджел стал победителем пригласительного турнира, Rothman’s Malta Grand Prix, а чуть позже вышел в полуфинал на German Open. Он также попал в 1/2 финала на престижном, но нерейтинговом Мастерс, а затем занял второе место на Thailand Open 1997. Но из-за проигрыша в первом раунде чемпионата мира англичанин откатился до 8-го места.
Бонд хорошо начал следующий сезон, получив 60 тысяч фунтов за первое место на Scottish Masters, но победы на рейтинговых турнирах давались ему с трудом, и он лишь однажды вышел в четвертьфинал. А в сезоне 1998/99 он не сумел пройти далее 1/8 финала ни на одном из рейтинговых турниров, хотя вновь стал полуфиналистом Мастерс. По итогам того сезона Бонд покинул пределы Top-16 и занял 21-е место.
Лишь в сезоне 2001/02 Найджел смог показать более-менее приличный результат, когда вышел в полуфинал на Scottish Open, но неудачи на остальных соревнованиях понизили его до тридцатого места в мировой табели о рангах. Затем в игре англичанина наступил застой, и только в 2006 году он вновь заставил обратить на себя внимание после принципиальнейшего матча со Стивеном Хендри в 1/16 чемпионата мира. Дело в том, что с 1993 по 1996 годы Найджел доходил как минимум до четвертьфинала на чемпионате и затем каждый раз проигрывал шотландцу, что и добавило остроты их матчу. Но на сей раз, несмотря на напряжённую ситуацию в контровом фрейме, Бонд вырвал победу у семикратного победителя первенства — 10:9. После того матча Найджел сумел немного восстановить свою игровую форму и, как результат, достиг стадии 1/4 на China Open 2008. Также он попал в 16 сильнейших на чемпионат Британии 2007 и успешно квалифицировался на первенство мира того же года. По итогам сезона 2007/08 Бонд занял 23-ю позицию в рейтинге, что неплохо для его возраста.
В январе 2011 Бонд выиграл однофремовый турнир Sky Shoot Out, победив в финале Роберта Милкинса.
Сейчас Найджел является одним из немногих снукеристов, заработавших за карьеру призовыми более, чем 1 миллион фунтов стерлингов, а также входит в столь же малочисленный клуб игроков с количеством сотенных серий более ста.

## Достижения в карьере
- Чемпионат мира финалист — 1995
- British Open чемпион — 1996
- Scottish Masters чемпион — 1997
- Malta Grand Prix чемпион — 1996
- Мастерс полуфинал — 1997
- Гран-при финалист — 1990
- Thailand Classic финалист — 1995
- Thailand Open финалист — 1997
- Sky Shoot Out чемпион — 2011

## Финалы турниров

### Финалы Рейтинговых турниров: 5 (1 победа, 4 поражения)
| Результат | №  | Год  | Турнир           | Соперник по финалу | Счёт |
| --------- | -- | ---- | ---------------- | ------------------ | ---- |
| Финалист  | 1. | 1990 | Grand Prix       | Стивен Хендри      | 5–10 |
| Финалист  | 2. | 1995 | Чемпионат мира   | Стивен Хендри      | 9–18 |
| Финалист  | 3. | 1995 | Thailand Classic | Джон Пэрротт       | 6–9  |
| Чемпион   | 1. | 1996 | British Open     | Джон Хиггинс       | 9–8  |
| Финалист  | 4. | 1997 | Thailand Open    | Питер Эбдон        | 6–9  |

### Финалы низкорейтинговых турниров: 1 (0 побед, 1 поражение)
| Результат | №  | Год  | Турнир                      | Соперник по финалу | Счёт |
| --------- | -- | ---- | --------------------------- | ------------------ | ---- |
| Финалист  | 1. | 1993 | Strachan Challenge — Этап 2 | Трой Шоу           | 4–9  |

### Финалы не рейтинговых турниров: 9 (6 побед, 3 поражения)
| Результат | №  | Год  | Турнир                             | Соперник по финалу | Счёт |
| --------- | -- | ---- | ---------------------------------- | ------------------ | ---- |
| Чемпион   | 1. | 1993 | Kings Cup                          | Джеймс Уоттана     | 8–7  |
| Финалист  | 1. | 1994 | Pontins Professional               | Кен Доэрти         | 5–9  |
| Чемпион   | 2. | 1995 | Red & White Challenge              | Джон Пэрротт       | 8–6  |
| Финалист  | 2. | 1996 | Pontins Professional (2)           | Кен Доэрти         | 7–9  |
| Чемпион   | 3. | 1996 | Malta Grand Prix                   | Тони Драго         | 7–3  |
| Чемпион   | 4. | 1997 | Scottish Masters                   | Алан Макманус      | 9–8  |
| Чемпион   | 5. | 2011 | Snooker Shoot-Out                  | Роберт Милкинс     | 1–0  |
| Чемпион   | 6. | 2012 | Чемпионат мира среди ветеранов     | Тони Чеппел        | 2–0  |
| Финалист  | 3. | 2013 | Чемпионат мира среди ветеранов (2) | Стив Дэвис         | 1–2  |

### Финалы профессионально-любительских турниров: 5 (2 победы, 3 поражения)
| Результат | №  | Год  | Турнир                  | Соперник по финалу | Счёт |
| --------- | -- | ---- | ----------------------- | ------------------ | ---- |
| Финалист  | 1. | 2008 | Pontins Spring Open     | Дэвид Грэйс        | 1–5  |
| Чемпион   | 1. | 2009 | Всемирные игры          | Дэвид Грэйс        | 3–0  |
| Чемпион   | 2. | 2010 | Pontins Spring Open     | Стивен Крейги      | 5–2  |
| Финалист  | 2. | 2014 | Vienna Snooker Open     | Марк Кинг          | 2–5  |
| Финалист  | 3. | 2017 | Vienna Snooker Open (2) | Дэвид Грэйс        | 2–5  |

### Финалы любительских турниров: 1 (1 победа, 0 поражений)
| Результат | №  | Год  | Турнир                           | Соперник по финалу | Счёт  |
| --------- | -- | ---- | -------------------------------- | ------------------ | ----- |
| Чемпион   | 1. | 1989 | Чемпионат Англии среди любителей | Барри Пинчес       | 13–11 |